# Grądy (Opole)
Pour les articles homonymes, voir Grądy.
Grądy est une localité polonaise de la voïvodie d'Opole et du powiat de Nysa.

## Histoire
De 1742 à 1945, Perschkenstein fait partie de l'arrondissement de Grottkau dans le district d'Oppeln au sein de la province de Silésie.